# 黄瓜
黃瓜（学名：Cucumis sativus）也称胡瓜、青瓜、刺瓜、瓜仔哖，属葫芦科黄瓜属植物。广泛分布於中國各地，是中国夏季主要蔬菜，且为温室产品之一。

## 名稱
黄瓜原产印度，西汉时期张骞出使西域时将其引入中原，称为「胡瓜」。一說因隋炀帝忌讳胡人，将其改为“黄瓜”；另一說五胡十六国时后赵皇帝石勒忌讳胡字，汉臣襄国郡守樊坦将其改为黄瓜。

## 形态
一年生攀缘草本。茎蔓生，卷须不分岐。五角状心形叶子互生，莖和葉都長有細毛。雌雄同株异花，雌花单生或簇生于叶腋，花黄色，雌花數目較少，雄花數目多。子房深埋在花托裡，所以在雌花下部所結成的細小黄瓜，就是花托和子房聯合變成的果實，其果实圆柱形，通常有刺，刺基常有瘤状突起，所以，閩南語又稱胡瓜為「刺瓜」就是這個原因，此外有的果實有棱或无棱，成熟时墨绿或黄绿色。

## 品种
黄瓜有地黄瓜、假黄瓜、夏黄瓜、秋黄瓜之分。良种有宁阳大刺话瓜、北京刺瓜等，南方品种大都无刺。

## 食用
嫩果（小黃瓜、青瓜）可生吃也可榨汁，入馔常作凉菜。如拍黄瓜、炝黄瓜皮、酸辣黄瓜、醃黃瓜等。黄瓜也可和炸酱面同食，或者作汤或热菜。另外黄瓜可切丝作菜码和用作拼盘、菜肴的雕刻和装饰材料。热菜多用于炒、熘等菜的配料，也作酿菜，或用于氽汤。吃入口中脆酥嫩爽。又常用作酸渍、酱浸、腌制菜品原料。
如果在小胡瓜開花結果後，在花朵剛凋萎，尚未完全脫落時，就被採收下來，這種帶枯花的小胡瓜就叫做「花胡瓜」或「花瓜」，常將它製成一般早餐佐稀飯吃的醬瓜。
黄瓜含有抗炎黄酮醇，如“菲西汀”，以及各种其他抗氧化剂，包括葫芦素。

## 营养及药用价值
含水極高，且含丙醇二酸，可抑制糖类转化为脂肪，被视为减肥食品。嫩籽含维生素E较多，如非必要，应避免去除。中医认为其味甘、性凉，可除热，利尿、解毒。
黄瓜含有一种维生素C分解酶，会破坏其他蔬菜中的维生素C，达不到补充营养的效果。一般认为黄瓜有美肤的作用，常有女性将黄瓜片贴在脸上希望改善面部皮肤。

## 延伸阅读
[在维基数据编辑]
 《植物名實圖考·胡瓜》，出自吳其濬《植物名實圖考》